# Secrétairerie des lettres latines et des brefs aux princes
La secrétairerie des lettres latines et des brefs aux princes, ou secrétairerie des brefs, est un ancien dicastère (ou office) de l'Église catholique romaine. 

## Historique et rôle
Avant la réorganisation de la Curie romaine décidée par Paul VI en 1967, celle-ci comprenait cinq offices, parmi lesquels seule la secrétairerie d'État et la Chambre apostolique ont survécu. Les trois autres étaient :
- la daterie apostolique ;
- la chancellerie apostolique ;
- la secrétairerie des lettres latines et des brefs aux princes.

La secrétairerie est composée de deux sections.
- La secrétairerie des brefs aux princes consiste en un secrétaire et deux assistants. Le secrétaire est un prélat chargé de la rédaction des brefs adressés par le pape aux empereurs, rois, princes ou personnes importantes[2]. Il prépare aussi les allocutions des consistoires, les encycliques et lettres apostoliques adressées aux évêques ou fidèles. Il suit les instructions du pape et possède une très grande maîtrise du latin, qui reste la langue employée dans les correspondances[3].

- La secrétairerie des lettres latines consiste en un prélat ou un camérier secret (cameriere segreto) et d'un assistant. Il rédige les lettres moins solennelles du pape. Le secrétaire des lettres latines est aussi celui qui prononce l'oraison funèbre lors des funérailles du pape[2].

## Liste de cardinaux secrétaires des brefs
La liste ci-dessous n'est pas une énumération exhaustive de tous les secrétaires des brefs, mais seulement de ceux qui étaient aussi cardinaux. Une liste également incomplète mais donnant d'autres noms de secrétaires se trouve dans la version anglophone de l'article de la Secrétairerie.
- Matthieu Contarelli (1583-1585)
- Scipione Lancelotti (1585-1598)

- Gianfrancesco Albani (1687-1700)
- Fabio Olivieri (1700-1706?)
- Carlo Majella (1724-1738), archevêque d'Émèse (Homs)
- Domenico Silvio Passionei (1738-1738)
- Nicolò Maria Antonelli (1761-1767)
- Andrea Negroni (1767-1775)
- Innocenzo Conti (1775-1785)
- Romoaldo Braschi-Onesti (1787-?)

- Charles Erskine de Kellie (1808), pro-secrétaire

- Giulio Gabrielli le Jeune (1814-1820?)

- Giuseppe Albani (1829-1834)

- Vincenzo Macchi (1854-1860)
- Gaspare Bernardo Pianetti (1861-1862)
- Benedetto Barberini (1862-1863)
- Niccola Clarelli Parracciani (1863-1872)
- Fabio Maria Asquini (1872-1878)
- Domenico Carafa della Spina di Traetto (1879)
- Teodolfo Mertel (1879-1884)
- Flavio Chigi (1884-1885)
- Mieczysław Ledóchowski (1885-1892)
- Serafino Vannutelli (1892-1893)
- Luigi Serafini (1893-1894)
- Gaetano de Ruggiero (1894-1896)